# Conrado Ríos
Conrado Ríos Gallardo (Santiago, 14 de mayo de 1896-ibídem, 21 de  julio de 1983) fue un periodista, diplomático y político chileno, miembro del Partido Liberal (PL). Se desempeñó como ministro de Relaciones Exteriores durante el primer gobierno del presidente Carlos Ibáñez del Campo, desde 1927 hasta 1929. Asimismo, sirvió como embajador de Chile ante la República del Perú entre 1929 y 1931 (bajo el mismo gobierno); y como embajador de Chile ante la República Argentina durante las presidencias de los radicales Pedro Aguirre Cerda, Juan Antonio Ríos, y la segunda administración de Ibáñez del Campo, este último cargo entre 1953 y 1956.

## Familia y estudios
Nació en Santiago de Chile el 14 de mayo de 1896, hijo de Conrado Ríos Venegas y de Josefina Gallardo Nieto, además de haber sido sobrino del también diplomático y político Galvarino Gallardo Nieto y bisnieto de José Camilo Gallardo, el primer impresor y tipógrafo chileno. Realizó sus estudios primarios en el Instituto Nacional y los secundarios en el Internado Nacional Barros Arana, ambos en Santiago. Continuó los superiores en la Facultad de Derecho de la Universidad de Chile.
En 1948 contrajo matrimonio con María Izquierdo Phillips, con quien tuvo un hijo.

## Carrera profesional y política

### Inicios
No se tituló de abogado, y en cambio se inició en la vida pública como periodista. Trabajó desde 1918 en el diario La Nación, donde fue jefe de claves, más tarde comentarista internacional y, en 1928, redactor jefe. Asimismo, fue colaborador de los diarios El Mercurio y El Diario Ilustrado, bajo el pseudónimo de «Víctor E. Morla». En 1932, en tanto, fundó la revista Hoy, junto con Aníbal Jara Letelier, periodista y diplomático, y Carlos Dávila, abogado y político. También, en compañía del arquitecto y político Ismael Edwards Matte, organizó la Editorial Ercilla.

### Ministro de Estado
El 9 de febrero de 1927, fue nombrado por el presidente Emiliano Figueroa Larraín como titular del Ministerio de Relaciones Exteriores y Comercio, ocupando el cargo hasta el fin del gobierno y siendo mantenido en el mismo por el presidente Carlos Ibáñez del Campo, dejándolo finalmente el 31 de agosto de 1929. Durante su gestión al mando de la repartición gubernamental, se puso fin a la controversia con el Perú por las provincias de Tacna y Arica mediante el Tratado de Lima; realizó gestiones entre Bolivia y Paraguay en su disputa por el Chaco; y se desempeñó como árbitro en la cuestión de límites pendientes entre Panamá y Costa Rica. Además, realizó un proceso de modernización de la Cancillería, dividiendo en 1927 a la cartera en dos grandes departamentos, el Diplomático y el Económico, para luego agregarse, en 1929, el Departamento Consular.
Por otra parte, de forma simultánea, entre los días 23 y 26 de marzo de 1928, asumió como ministro de Bienestar Social, en calidad de interino; y entre el 29 de febrero y el 5 de marzo de 1928, asumió como ministro de Fomento, en calidad de subrogante. Asimismo, entre los días 24 y 30 de agosto de 1929, asumió como ministro del Interior, en calidad de subrogante luego de la renuncia de Guillermo Edwards Matte.

### Diplomático

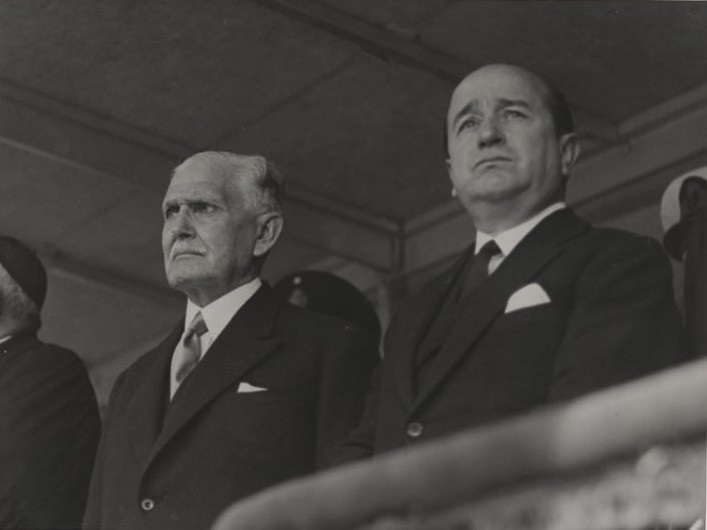
Conrado Ríos (a la derecha) con el presidente argentino Ramón S. Castillo en 1942.

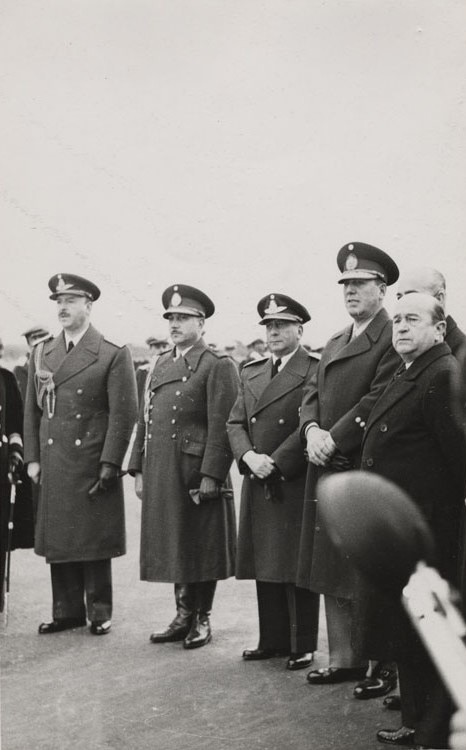
Conrado Ríos (quinto de izquierda a derecha) junto al presidente argentino Juan Domingo Perón en 1946.

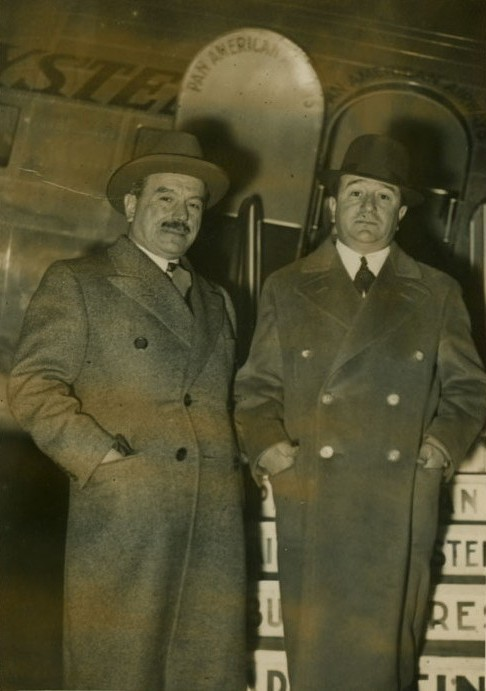
Conrado Ríos (a la derecha) junto a Carlos Dávila en 1954.

Tras dejar el gabinete, fue designado como embajador extraordinario de Chile en España, con motivo de la Exposición de las Naciones Latinoamericanas en Sevilla, y embajador de Chile en Perú, misión diplomática que ocupó hasta 1930, en el penúltimo año de la administración ibañista. Más adelante, en el gobierno del presidente radical Pedro Aguirre Cerda, en 1939, fue nombrado como embajador de Chile en Argentina, sirviendo en esa función hasta 1944, transcurridos dos años de la administración del presidente Juan Antonio Ríos, también radical. Con la llegada por segunda vez a la presidencia de la República de Ibáñez del Campo, en 1953, volvió a desempeñarse como embajador en Argentina, hasta 1956.

### Últimos años
Entre otras actividades, ostentó los puestos de director de la empresa constructora Sigdo Koppers y de presidente de la Impregnadora de Maderas S. A. Falleció en su lugar natal, Santiago, el 21 de julio de 1983, a los 87 años.

## Su simpatía por elNacismo chileno
En carta escrita en el diario la Nación se declara abiertamente favorable al colectivismo conocido como Nacismo.

“la situación económica del proletariado es inmejorable y su situación ante las leyes, extraordinaria. Chile es de los pueblos que tiene legislación social más avanzada (…) De ahí por qué no comprendemos la existencia del comunismo en nuestro país. Ha nacido debido a la falta de autoridad y a una libertad mal entendida. La libertad que existe en Chile, no existe en ninguna otra parte del mundo. En ningún país se permite que al pie de los monumentos de los héroes, se injurie a la patria y a sus instituciones más queridas. Debemos empezar a reaccionar. El comunismo ha arrojado un guante rojo. Puede llegar el momento que sea recogido por un guante tricolor. Dos representantes de la autoridad han quedado tendidos boca abajo en la arena como consecuencia de ese reto. Tenemos la tiranía de la minoría sobre la mayoría (…) El comunismo puede colocarnos a las puertas del fascismo. No deseo ni lo uno ni lo otro. Ambas son tiranías. Pero entre las dos: ¡soy fascista!"

## Obra escrita
Fue autor de una serie de libros sobre historia diplomática:
- Después de la paz... Las relaciones chileno-bolivianas (1926).
- Chile y Perú: Los pactos de 1929 (1959).
- Chile y Argentina. Consolidación de sus fronteras (1960).
- Chile y Bolivia definen sus fronteras, 1842-1904 (1963).